# Asmara Moerni
Asmara Moerni ([ˈmara mʊrˈni]; o Asmara Murni; ‘Amor cierto’ en indonesio) es una película romántica de 1941 de las Indias Orientales Neerlandesas (en la actualidad Indonesia) dirigida por Rd Ariffien y producida por Ang Hock Liem para Union Films. Escrita por Saeroen,  relata como un doctor se enamora de su sirvienta, así como su idilio fallido con una vecina del pueblo. Protagonizada por Adnan Kapau Gani, Djoewariah, y S. Joesoef, el filme se rodó en blanco y negro y estuvo orientado hacia el creciente mercado de público indígena. A pesar de recibir críticas mixtas, comercialmente fue un éxito.

## Producción
Asmara Moerni fue dirigida por Rd Ariffien, un experiodista que había formado parte activamente en los movimientos nacionalistas y laborales antes de iniciarse en el teatro. Ariffien comenzó a trabajar para Union Films – la productora de Asmara Moerni – en 1940, y realizó su debut con Harta Berdarah (Tesoro sangriento). que fue producida por Ang Hock Liem, el responsable de Union Films. El guion fue escrito por el periodista Saeroen, que ingresó en Union Films tras el éxito comercial de Terang Boelan (Luna Llena, 1937), producido por Albert Balink.
Fue rodada en blanco y negro y protagonizada por Adnan Kapau Gani, Djoewariah y S. Joesoef. y fue el debut de Gani y Joesoef, mientras que Djoewariah ya trabajaba con Union Films desde el rodaje de Bajar dengan Djiwa (Juega con tu alma), el año anterior.
Durante la producción había un creciente movimiento para atraer a los nativos con formación que habían sido educados en los colegios administrados por el gobierno colonial holandés y convencerlos a que asistieran a la proyección de películas domésticas que eran consideradas por la mayoría como de peor calidad que las producciones importadas de Hollywood. Este, en parte, era el motivo por el que la mayoría de los actores y el equipo contaran con experiencia previa en teatro. Por esa razón, Ariffien invitó a Gani, que en ese momento ejercía como doctor y era un miembro destacado del movimiento nacionalista, a formar parte del rodaje como protagonista. Aunque algunos nacionalistas consideraron que su implicación en la película era negativa para el movimiento independentista, Gani consideró que era necesario, creía que la audiencia necesitaba tener una mejor valoración de la producción cinematográfica local.

## Estreno y críticas
Asmara Moerni se estrenó el 29 de abril de 1941 en el teatro Orion de Batavia (ahora Yakarta); el público estuvo compuesto en su mayoría por indígenas y por emigrantes chinos. Estaba clasificada para todos los públicos, y su publicidad se hizo hincapié en la educación de Gani y en que Joesoef pertenecía a la clase alta. La productora también anunció que se separaba de los estándares convencionales de las actuaciones teatrales, como en la música, que estaba omnipresente en la industria del film de la época. En agosto de 1941 se estrenó en Singapur, que entonces era parte de las Colonias del Estrecho, y fue presentada com «drama moderno malayo». Más tarde en 1941 la película fue adaptada a novela y publicada por Kolff-Buning en Yogyakarta.
Fue un éxito comercialmente, a pesar de recibir críticas mixtas. Una reseña anónima del Bataviaasch Nieuwsblad calificó el filme como «fascinante», con una buena interpretación, mientras que otro análisis para el mismo periódico opinó, que aunque la consideraba superior a otras obras contemporáneas como Pantjawarna y Sorga Ka Toedjoe, cuestionaba su pretensión de haber abandonado los estándares teatrales. Otra del periódico de Surabaya, Soerabaijasch Handelsblad describió la película como llena de drama y como mostraba con éxito narrativas occidentales dentro de un entorno indígena, con un enfoque específicamente sudanés.

## Obras citadas
- «Asmara Moerni». filmindonesia.or.id (en indonesio). Yakarta: Konfiden Foundation. Archivado desde el original el 26 de julio de 2012. Consultado el 26 de julio de 2012.
- Biran, Misbach Yusa (2009). Sejarah Film 1900–1950: Bikin Film di Jawa [historia del cine 1900–1950: Haciendo películas en Java] (en indonesio). Yakarta: Komunitas Bamboo en cooperación con el consejo de arte de Yakarta. ISBN 978-979-3731-58-2.
- Biran, Misbach Yusa (2012). «Film di Masa Kolonial» [Cine en el periodo colonial]. Indonesia dalam Arus Sejarah: Masa Pergerakan Kebangsaan [Indonesia en el flujo del tiempo: El Movimiento Nacionalista] (en indonesio) V. Ministerio de Educación y Cultura. pp. 268-93. ISBN 978-979-9226-97-6.
- «Djuariah, Ng. R». filmindonesia.or.id (en indonesio). Yakarta: Konfiden Foundation. Archivado desde el original el 20 de julio de 2013. Consultado el 20 de julio de 2013.
- «Filmaankondigingen Orion: 'Asmara Moerni'» [Anuncios de Orion Film: 'Asmara Moerni']. Bataviaasch Nieuwsblad (en holandés) (Batavia: Kolff & Co.). 1 de mayo de 1941. p. 11.
- Heider, Karl G (1991). Indonesian Cinema: National Culture on Screen [Cine de Indonesia: Cultura Nacional en Pantalla]. Honolulu: University of Hawaii Press. ISBN 978-0-8248-1367-3.
- «Iets over de Maleische Film» [Reflexiones sobre filmes malayos]. Bataviaasch Nieuwsblad (en holandés) (Batavia: Kolff & Co.). 8 de mayo de 1941. p. 10. Archivado desde el original el 8 de diciembre de 2019. Consultado el 19 de diciembre de 2015.
- Mufid, Fauzani (23 de julio de 2012). «Menyelundup untuk Kemakmuran Republik» [Contrabandeando por el bien de la república]. Prioritas (en holandés). Archivado desde el original el 29 de julio de 2012. Consultado el 29 de julio de 2012.
- «Pilem» [Filmes]. Soeara Merdeka (en holandés) (Semarang). 7 de noviembre de 1945. p. 4. Archivado desde el original el 11 de enero de 2014.
- «Presiden Anugerahkan Gelar Pahlawan Nasional» [Premios Presidenciales Títulos de Héroe Nacional]. Suara Merdeka (en indonesio). 10 de noviembre de 2007. Archivado desde el original el 3 de febrero de 2012. Consultado el 17 de marzo de 2011.
- «Rd Ariffien». filmindonesia.or.id (en indonesio). Yakarta: Konfiden Foundation. Archivado desde el original el 30 de septiembre de 2012. Consultado el 30 de septiembre de 2012.
- Saeroen (1941). Asmara Moerni [Amor Verdadero] (en indonesio). Yogyakarta: Kolff-Buning. OCLC 29049476. (libro obtenido de la colección del Museo Tamansiswa Dewantara Kirti Griya, Yogyakarta)
- «Saeroen». filmindonesia.or.id (en indonesio). Yakarta: Konfiden Foundation. Archivado desde el original el 2 de septiembre de 2012. Consultado el 2 de septiembre de 2012.
- «Sampoerna: 'Asmara Moerni'». Soerabaijasch Handelsblad (en holandés) (Surabaya: Kolff & Co.). 27 de junio de 1941. p. 6. Archivado desde el original el 20 de julio de 2013. Consultado el 19 de diciembre de 2015.
- «Asmara Moerni». Soerabaijasch Handelsblad (en holandés) (Surabaya: Kolff & Co.). 24 de junio de 1941. p. 4. Archivado desde el original el 20 de julio de 2013. Consultado el 19 de diciembre de 2015.
- «Asmara Moerni». The Straits Times (Singapur). 29 de agosto de 1941. p. 6. Archivado desde el original el 2 de octubre de 2013. Consultado el 19 de diciembre de 2015.